# Sparrmannia alopex
Sparrmannia alopex är en skalbaggsart som beskrevs av Fabricius 1787. Sparrmannia alopex ingår i släktet Sparrmannia och familjen Melolonthidae. Inga underarter finns listade i Catalogue of Life.